# Садовый (Владимирская область)
Садовый — посёлок в Суздальском районе Владимирской области России, входит в состав Павловского сельского поселения.

## География
Посёлок расположен на берегу пруда на речке Сдеришка (приток Рпени) в 13 км на юг от центра поселения села Павловское и в 7 км на север от города Владимир.

## История
Возник как центральная усадьба совхоза им. XVII МЮДа, образованного в 1932 году. В 1965 году посёлок переименован в посёлок Садовый Сновицкого сельсовета Суздальского района, с 1972 года — центр Садового сельсовета, с 2005 года посёлок в составе Павловского сельского поселения.
В 1977 году в новое здание в посёлок была переведена бывшая Сеславинская средняя школа. 

## Население
| 2002 | 2010  | 2021  |
| ---- | ----- | ----- |
| 2238 | ↘2079 | ↗2097 |

## Инфраструктура
В посёлке расположены Садовая средняя общеобразовательная школа, профессиональное училище № 21, детский сад № 11, детская музыкальная школа им. В.А. Ширшиковой, дом-интернат для престарелых и инвалидов, врачебная амбулатория, операционная касса № 8611/0179 Сбербанка России, участковый пункт полиции.

## Экономика
В посёлке имеется СПК «17 МЮД», горнолыжной комплекс «Заячья гора». 